# Estádio Joia da Princesa
Het Estádio Joia da Princesa is een multifunctioneel stadion in Feira de Santana, een stad in Brazilië. 
Het stadion wordt vooral gebruikt voor voetbalwedstrijden, de voetbalclubs Feirense FC, Fluminense de Feira FC en Palmeiras Nordeste Futebol maken gebruik van dit stadion. In het stadion is plaats voor 16.274 toeschouwers. Het stadion werd geopend in 1953.